# Якуб Крако
Якуб Крако (словац. Jakub Krako; нар. 7 липня 1990, Жиліна) — словацький гірськолижник, п'ятиразовий паралімпійський чемпіон. Виступає у категорії спортсменів з порушенням зору. Учасник п'яти Паралімпійських ігор.

## Біографія
Народився 7 липня 1990 року. Навчався в економічному університеті у Братиславі.

## Кар'єра
Вперше виступив на Паралімпійських іграх 2006 року в Турині, на той момент словаку було 15 років. Крако посів шосте місце в супергіганті серед спортсменів з порушенням зору.
2009 року взяв участь на чемпіонаті світу в Південній Кореї, де став чемпіоном у слаломі, а також завоював срібло у гігантському слаломі та суперкомбінації, та бронзу у супергіганті.
Через чотири роки досягнув великого успіху, ставши триразовим паралімпійським чемпіоном у Ванкувері. Він переміг у слаломі, суперкомбінації та гігантському слаломі. Крако ще став срібним призером у супергіганті, а також брав участь у швидкісному спуску, де посів четверте місце.
2011 року на чемпіонаті світу в Сестрієрі захистив титул чемпіона в слаломі. Взяв участь у команді, де став бронзовим призером, а також завоював два срібла у гігантському слаломі та суперкомбінації.
На чемпіонаті світу 2013 року в Іспанії не зумів здобути медаль, його найкращим результатом стало четверте місце в гігантському слаломі.
На Паралімпійських іграх у Сочі 8 березня став четвертим у швидкісному спуску, наступного дня виборов золото у супергіганті. 15 березня став другим у гігантському слаломі.
На чемпіонаті світу 2015 року в Канаді Крако медалей знову здобути не зміг, ставши сьомим у гігантському слаломі. За два роки в Італії словацький спортсмен тричі став призером — срібним у супергіганті та бронзовим у суперкомбінації та слаломі.
На четвертих Паралімпійських іграх у кар'єрі Крако завоював чотири медалі — золото у супергіганті 11 березня та три срібла: у швидкісному спуску 10 березня, гігантському слаломі 14 березня та слаломі 17 березня.
2019 року взяв участь на чемпіонаті світу у Словенії, де став віцечемпіоном у суперкомбінації та супергіганті, а також бронзовим призером у швидкісному спуску. 2021 року зміг здобути дві медалі чемпіонату світу в Норвегії, ставши третім у слаломі та швидкісному спуску.
2022 року на Паралімпійських іграх у Пекіні, які стали для Крако п'ятими, спортсмен не зміг здобути медаль. Він не фінішував у супергіганті, слаломі та гігантському слаломі, а у двох інших дисциплінах — швидкісному спуску та суперкомбінації — став, відповідно, п'ятим і четвертим.
2024 року нагороджений орденом Людовита Штура 2 класу за видатні заслуги у розвитку Словацької Республіки в галузі спорту.